# Amos Simpson
Amos Simpson (Acton, Sudbury, Suffolk, 1847 – Barrow Hill, Acton, Sudbury, Suffolk, 10 de abril de 1917) foi um agente da Polícia Metropolitana de Londres, agindo como sargento interino (em inglês: acting sergeant), conhecido por ter sido um dos agentes que esteve envolvido no descobrimento do corpo de Catherine Eddowes, uma das vítimas de Jack, o Estripador.

## Início de Vida
Amos Simpson nasceu por volta do ano de 1847, filho de John Simpson (1817–?) e Mary Simpson (1822–?), no bairro de Acton, em Sudbury. Ele juntou-se à polícia metropolitana de Londres em 1868 e foi colocado na divisão Y (Kentish Town). Em 4 de julho de 1874, casa-se com Jane Wilkins (1848–?), casamento do qual terá dois filhos: Henry Joseph Simpson (1878–1943) e Ellen Simpson (1881-1952).
Em 1881, Amos é promovido a sargento interino e cinco anos depois é colocado na divisão N (Islington) da área metropolitana de Londres. No extremo sul desta região, ficava-se relativamente perto dos limites da cidade de Londres, e por sua vez do largo Mitra (Mitre Square) onde foi encontrado o corpo de Catherine Eddowes. No ano de 1888, aquando os ataques do Jack "o Estripador", Amos Simpson encontrava-se a viver em Cheshunt (Hertfordshire), e estava adido à estação de polícia de Cheshunt.

## Assassinato de Catherine Eddowes
Amos ficou famoso na história do assassinato de Catherine Eddowes por, alegadamente, ter sido o primeiro a encontrar o corpo.
No dia 30 de setembro de 1888, pelas uma hora e trinta da manhã, Amos estava em serviço, pelo largo Mitra. A esta hora, o agente de serviço na região, PC Watkins declara posteriormente ter rondado a praça mas sem nenhuma anomalia, e prosseguiu a sua ronda. Passados aproximadamente 10 minutos depois, são ouvidos gritos perto da zona, onde vários agentes, incluindo Amos, se deslocam. Pelas uma e quarenta e cinco da manhã, Amos Simpson encontra o cadáver de Catherine Eddowes, gravemente desfigurado e com indícios grandes de uma morte violenta por objeto perfurante, com várias lesões perfurantes. De mesma forma, alegadamente, por esta altura, Amos retirou do corpo de Catherine um pedaço de xaile, manchado de sangue, que guardou e passou para a descendência. Em 1893, depois de mais de 25 anos de serviço à força da polícia metropolitana de Londres, Amos reforma-se, com uma pensão da polícia.
Em 1917, Amos Simpson, agora pensionista, falece na rua Barrow Hill, na localidade de Acton, Sudbury a 10 de abril. Em 1988, os descendentes de PC Simpson cortaram dois pedaços do xale que foram então emoldurados e exibidos em várias lojas diferentes, incluindo uma loja de vídeo e um antiquário. Acredita-se que essas amostras agora sejam de propriedade dos "Estripadorologistas" Andy e Sue Parlor. O resto do xale foi emprestado ao 'Black Museum' na Scotland Yard em 1991 e permaneceu lá por seis anos até que a família Simpson o recuperou.
Em 2006, o xaile foi submetido a exame forense para o documentário do Channel 5, Jack the Ripper: The First Serial Killer. Os resultados do exame foram inconclusivos, pois não conseguiram encontrar amostras de DNA utilizáveis. Mais testes forenses foram conduzidos para o documentário Jack the Ripper: Prime Suspect, que identificou sangue e sémen no tecido, mas nenhum DNA testável.